# Rocket to Russia
Rocket to Russia (deutsch „Rakete nach Russland“) ist das dritte Studioalbum der US-amerikanischen Punkband Ramones. Es wurde erstmals im November 1977 auf dem Label Sire Records veröffentlicht. Auf ihrem dritten Album setzten die Ramones den auf den beiden Vorgängeralben eingeschlagenen Weg des minimalistischen und melodischen „Drei-Akkorde-Punkrocks“ mit humorvollen bis absurden Songtexten fort. Mit den Stücken Rockaway Beach und Sheena is a Punk Rocker enthält das Album zwei der bekanntesten Kompositionen der Band, die jeweils auch als Singles Erfolg hatten. Das Musikmagazin Rolling Stone führt Rocket to Russia auf Platz 106 seiner Liste der „500 besten Alben aller Zeiten“.

## Entstehungsgeschichte
Die Studioaufnahmen zu Rocket to Russia begannen am 21. August 1977 in den Media-Sound-Studios in Midtown Manhattan, eingerichtet in den Räumen einer ehemaligen episkopalischen Kirche. Die Ramones hatten durch ausgiebige Tourneen in den USA und in Europa an Bekanntheit hinzugewonnen und waren davon überzeugt, dass ihr drittes Album den kommerziellen Durchbruch bringen würde. Zitat des Schlagzeugers und Co-Produzenten Tommy Ramone:

“We were on a roll, in high gear, touring and everything. […] We thought we were gonna make it, that we were on the launching pad.”

„Wir waren im Kommen, in voller Fahrt, auf Tournee und alles. […] Wir dachten, dass wir es schaffen würden, dass wir uns auf der Startrampe befinden würden.“

### Studiotätigkeit
Am ersten Tag der Aufnahmearbeiten brachte Gitarrist Johnny Ramone ein Exemplar der ein Vierteljahr zuvor erschienenen Hit-Single der englischen Punkband Sex Pistols, God Save the Queen mit ins Studio, wandte sich an den zunächst als Toningenieur engagierten Ed Stasium und forderte mit der Begründung „diese Typen haben uns beklaut“, das neue Ramones-Album müsse besser klingen als die Aufnahmen der Sex Pistols. Die Pistols-Single wurde im Studio angehört, und Stasium soll daraufhin entgegnet haben: „Kein Problem“.
Bei den Aufnahmesitzungen folgten die Ramones erneut ihrer bereits erprobten Arbeitsweise, den Aufnahmeprozess möglichst diszipliniert und zügig hinter sich zu bringen, um Kosten zu sparen. Da die Studiomiete 150 US-Dollar pro Stunde betrug, gab die Band sich bei allen Aufnahmen mit der jeweils ersten gelungenen Einspielung (Take) zufrieden. Der als kostenbewusst geltende Gitarrist meinte dazu:

“It’s best to do it quickly. […] You don’t wanna sit there and bullshit: it’s your money they’re spending.”

„Am besten ist, man macht’s schnell. […] Man will nicht dasitzen und Bockmist verzapfen: es ist [schließlich] dein Geld, das sie [die Plattenfirma] ausgeben.“

Die Summe der Aufnahme- und Produktionskosten für das Album belief sich auf einen Betrag zwischen 25.000 und 30.000 US-Dollar und war damit nach den Maßstäben großer Plattenfirmen immer noch niedrig; trotzdem lag sie erheblich höher als die Kosten der beiden vorangegangenen Ramones-Alben – Ramones (1976) und Leave Home (1977) – zusammen.
Entgegen anderslautenden Angaben auf den unterschiedlichen Verpackungen des Albums war es – laut Band-Biographien – hauptsächlich Ed Stasium, der mit Rocket to Russia als Aufnahmeproduzent beschäftigt war und der auch auf der Single-Auskopplung Sheena is a Punk Rocker die zweite E-Gitarre spielte und Hintergrundgesang zu einigen Stücken beisteuerte. Johnny Ramone behauptete, der zunächst als Produzent engagierte Tony Bongiovi sei während der Aufnahme-Sessions des Albums nicht ein einziges Mal anwesend gewesen. Die Endabmischung der Aufnahmen (Mastering) zu Rocket to Russia fand anschließend jedoch in Bongiovis gerade neu eingerichtetem Tonstudio Power Station in Manhattan statt. Stasium räumte später in Interviews ein, aus eigener Naivität um die Erwähnung als Produzent gebracht worden zu sein.
Rocket to Russia ist das letzte Studioalbum der Ramones, an dem Tommy Ramone offiziell als Schlagzeuger beteiligt war (seine letzten offiziellen Aufnahmen als Schlagzeuger der Band fanden bei einem Live-Auftritt in der Silvesternacht 1977/78 in London statt, die erstmals im April 1979 auf dem Ramones-Live-Album It’s Alive veröffentlicht wurden).

### Album-Inhalte und -Erfolge
Nach Ansicht von Bandmitgliedern und Biographen ist Rocket to Russia das Ramones-Album, das ihre meisten Song-„Klassiker“ und auch die humorvollsten Songtexte der Gruppe enthält. Auf dem Album finden sich musikalische und textliche Einflüsse von Surf-Rock und Bubble-Gum-Pop, darunter auch Coverversionen zweier klassischer Surf-Hits – Do You Wanna Dance? und Surfin’ Bird. Den wesentlichen Anteil des Albums (das anfänglich den Arbeitstitel Ramones Get Well trug) machen jedoch Eigenkompositionen der Ramones aus, von denen sich die Mehrheit in absurd-humorvoller Weise mit Themen wie psychischen Störungen und der Psychiatrie (Cretin Hop, Teenage Lobotomy, I Wanna be Well) sowie mit dysfunktionalen zwischenmenschlichen Beziehungen (Locket Love, We’re a Happy Family, Why is it Always this Way?) beschäftigt. Nach Aussage von Band-Biograph Dick Porter „alberte sich die Band ihren Weg durch ein Minenfeld des schlechten Geschmacks“. Anders als die übrigen Eigenkompositionen enthalten die Songtexte der beiden erfolgreichsten Single-Auskopplungen des Albums, Rockaway Beach und – als eines der bekanntesten Stücke der Ramones – Sheena is a Punk Rocker jedoch keine Scherze über die zuvor genannten Themenbereiche, sondern stattdessen Stadt-, Surf- und Strand-Themen.
1977 erreichte Rocket to Russia in den USA Platz 49 der Billboard Hot 100 Album-Charts. Im Jahr 2001 wurde das Album von Rhino Records in erweiterter Form wiederveröffentlicht – die Originalaufnahmen wurden neu abgemischt und die Neuauflage enthält zusätzlich alternative Versionen einiger Stücke sowie Single-B-Seiten. Zwei Jahre später, im Dezember 2003, wurde Rocket to Russia vom US-Musikmagazin Rolling Stone auf Platz 105 der „500 besten Alben aller Zeiten“ gewählt – nach dem Debütalbum Ramones, das Platz 33 einnimmt. Laut Rolling Stone wurden vom Album bis 2003 insgesamt weniger als 500.000 Einheiten verkauft. Aktuell führt das Magazin Rocket to Russia auf Platz 106 der „500 besten Alben aller Zeiten“.

### Gestaltung der Albenhülle
Die Vorderseite der Hülle von LP- und CD-Ausgaben (die Titelseite des CD-Booklet) zeigt ein von Band-Manager Danny Fields angefertigtes Foto, das die Gruppe – wie bereits auf deren Debütalbum – mit ausdruckslosen Gesichtern Seite an Seite vor einer Backsteinmauer stehend darstellt. Die Aufnahme wurde zu einer Schwarzweiß-Tontrennung verfremdet und ist mit pinkfarbenem Bandlogo und Albumtitel versehen.
Der Herausgeber und Grafiker des amerikanischen Punk Magazine, John Holmstrom, schuf die ganzformatige Schwarzweiß-Comic-Illustration auf der Rückseite des Plattencovers sowie die die Songtexte illustrierenden Cartoons auf der Innenhülle der LP. Der Stil der Zeichnungen ist, dem Humor der Songtexte entsprechend, von Zeichnern wie Harvey Kurtzman (Gründer des MAD-Magazins) und von Zeichentrickfilmer Tex Avery beeinflusst.

## Rezension/Kritik
Im US-Musikmagazin Rolling Stone nannte der Kritiker Steve Pond das Album „eine der essentiellen Platten der Siebziger“, und Robert Christgau vom Magazin The Village Voice benotete Rocket to Russia mit der Spitzenbewertung „A“. Ebenfalls im Rolling Stone schrieb Kritiker Dave Marsh, die Ramones würden „den besten amerikanischen Rock ‘n’ Roll des Jahres und möglicherweise das lustigste jemals aufgenommene Rock-Album“ bieten. Die Rezension im Magazin ZigZag von Colin Keinch reihte sich in die positiven Kritiken ein mit den Worten, das Ramones-Album enthalte „alle richtigen Zutaten – Aufregung, Unschuld, pulverisierende Kraft [und] großartige Songs […]“.
Die Pressestimmen in Großbritannien fielen weniger enthusiastisch aus; so bemängelte Musikjournalist Nick Kent im britischen New Musical Express, das Album sei „nur wenig mehr als die Summe seiner Vorgänger“, gestand jedoch ein, aufgrund des wenige Tage zuvor erschienenen Sex-Pistols-Albums Never Mind the Bollocks voreingenommen zu sein, während sein Kollege Karl Tsigdinos in seiner Rezension eher vage ausführte, „[…] das einzige, worauf es beim Anhören einer Ramones-Platte ankommt, ist die Platte selbst.“
In seiner posthum erschienenen Autobiografie Commando vergibt Band-Gitarrist Johnny Ramone an Rocket to Russia als einzigem Ramones-Album die Bestnote A+ und bezeichnet es als „bestes Ramones-Album, mit den Klassikern darauf“.

## Die Musikstücke des Albums (Auswahl)
- Cretin Hop ist an die Fans der Ramones adressiert, die bei Konzerten der Band Pogo tanzten.[13]
- Rockaway Beach wurde von Bassist Dee Dee Ramone geschrieben, inspiriert von der Musik der Beach Boys und ähnlicher Surf-Rock-Bands. Das autobiographisch gefärbte Stück handelt vom Rockaway Beach, ein Stadtteil und Strandabschnitt an der Atlantikküste im Süden des New Yorker Bezirks Queens, wo er gerne seine Zeit verbringen möchte. Tommy und Joey Ramone bestätigten in Interviews, dass der Bassist häufig an diesen Strand fuhr.[23] Veröffentlicht als Single-Auskopplung im November 1977 wurde Rockaway Beach zur erfolgreichsten Single der Ramones in den USA während ihrer Karriere und erreichte in der Hitparade Billboard Hot 100 Platz 66.[23]
- I Don’t Care ist eine aus nur drei Akkorden und minimalem Text bestehende Komposition, die ursprünglich als Demoaufnahme für das erste Album Ramones aufgenommen worden war. Es ist außerdem eines der allerersten Stücke, das die Gruppe überhaupt geschrieben hatte.[24]
- Sheena is a Punk Rocker wurde von Leadsänger Joey Ramone geschrieben. Der Songtext handelt von einer jugendlichen Außenseiterin, die nicht wie andere Jugendliche Diskotheken besucht, da sie ein „Punk-Rocker“ ist. Wie Rockaway Beach gehört auch Sheena is a Punk Rocker zu den populärsten und bekanntesten Liedern der Ramones. Es war – nach Judy is a Punk vom Debütalbum der Band – eines der ersten Musikstücke, die den Genre-prägenden Begriff „Punk“ im Titel hatten. In den USA erreichte die Single Platz 81 in den Billboard Hot 100, in europäischen Charts laut Biographien wesentlich höhere – dort jedoch nicht näher benannte – Positionen.[7] Das US-Musikmagazin Rolling Stone führt Sheena is a Punk Rocker auf Platz 461 in seiner Liste der „500 besten Songs aller Zeiten“.[25]
- We’re a Happy Family ist eine Karikatur auf die Lebensumstände US-amerikanischer Mittelstandsfamilien und überzieht deren dysfunktionale Familienverhältnisse ins Absurde und Groteske.[13] Der Text des Liedes besteht aus der Schilderung des Familienlebens in Form einer Aufzählung: „Daddy“ lügt und ist homosexuell, das Baby leidet an Schüttelfrost (“the chills”) und isst Fliegen, und „Mommy“ ist tablettenabhängig. Der Ich-Erzähler gibt vor, mit dem US-Präsidenten und mit dem Papst befreundet zu sein; alle machen ein Vermögen durch den Verkauf von „Daddys“ illegalen Rauschdrogen (“dope”).[26]
- Teenage Lobotomy veralbert im Liedtext die im 20. Jahrhundert zeitweise populäre gehirnchirurgische Operation Lobotomie und karikiert die gehirn- und persönlichkeitsschädigenden Folgen dieses umstrittenen operativen Eingriffs (Textzitat: “Gonna get my Ph.D., I’m a teenage lobotomy.” – auf Deutsch: „Ich krieg’ meinen Doktor[titel] in Philosophie – ich bin eine Teenage-Lobotomie“).[27] Produzent Ed Stasium erklärte das Stück zu seinem Lieblingssong, den er jemals mit den Ramones aufgenommen habe,[24] lobte die musikalischen Stärken der Komposition – Intro, Harmoniewechsel sowie Rhythmus des Gitarrenparts – und bezeichnete Teenage Lobotomy als „Mini-Ramones-Sinfonie“.[28]
- Do You Wanna Dance? wurde 1958 von Bobby Freeman geschrieben und veröffentlicht und zählt zu den am häufigsten interpretierten Musiktiteln, unter anderem von den Beach Boys (1965), Del Shannon (1965), The Mamas and the Papas (1966), Johnny Rivers (1966), Kim Carnes (1971), Bette Midler (1972), John Lennon (1975), Dave Edmunds (1985) und David Lindley & El Rayo-X (1988).
- Surfin’ Bird ist die Coverversion eines Songs aus dem Jahr 1964 von The Trashmen, die auf Papa-Oom-Mow-Mow der Band The Rivingtons zurückgeht

## Titelliste
Alle Kompositionen stammen von den Ramones, wenn nicht anders angegeben.

### Erstauflage des Albums von 1977
1. Cretin Hop – 1:56
2. Rockaway Beach (Dee Dee Ramone) – 2:06
3. Here Today, Gone Tomorrow (Joey Ramone) – 2:49
4. Locket Love – 2:11
5. I Don’t Care (Joey Ramone) – 1:39
6. Sheena Is a Punk Rocker (Joey Ramone) – 2:49
7. We’re a Happy Family – 2:31
8. Teenage Lobotomy – 2:01
9. Do You Wanna Dance? (Bobby Freeman) – 1:55
10. I Wanna Be Well – 2:28
11. I Can’t Give You Anything – 2:01
12. Ramona – 2:37
13. Surfin’ Bird (Carl White/Alfred Frazier/John Harris/Turner Wilson) – 2:37
14. Why Is It Always This Way? – 2:15

Gesamtlaufzeit: 31:55 Minuten

### Titel der erweiterten Neuauflage von 2001
1. Needles and Pins (Sonny Bono/Jack Nitzsche) – 2:24
2. Slug (Demo) (Joey Ramone) – 2:23
3. It’s a Long Way Back to Germany (UK B-side) – 2:22
4. I Don’t Care (Single-Version) – 1:40
5. Sheena Is a Punk Rocker (Single-Version) – 2:48

## Single-Auskopplungen

### Vereinigte Staaten
- Sheena is a Punk Rocker/I Don’t Care (1977, Sire SRE-1006)
- Rockaway Beach/Locket Love (1977, Sire SRE-1008)
- Do You Wanna Dance?/Babysitter (März 1978, Sire SRE-1017)

### Großbritannien
- Rockaway Beach/Teenage Lobotomy/Beat on the Brat (November 1977, Sire 6078 611)
- Do You Wanna Dance?/It’s a long way back to Germany/Cretin Hop (März 1978, Sire 6078 615)